# S:t Eriks plakett
S:t Eriks plakett är ett förtjänsttecken som ärkebiskopen av Uppsala delar ut till medborgare i andra länder än Sverige och företrädare för andra kyrkor än Svenska kyrkan. Förtjänsttecknet är uppkallat efter Sankt Erik, mest känd som kung Erik den helige av Sverige (1100-talet), som blev föremål för katolsk helgonkult.
Förtjänsttecknet kan enligt stadgarna tilldelas den som i det ekumeniska samarbetet gjort viktiga insatser för kyrkans enhet, bland Svenska kyrkans systerkyrkor, inom biståndsarbete eller bland svenskar utanför Sverige. Den som på ett förtjänstfullt sätt arbetat för fred, för jämställdhet och mot diskriminering kan även tilldelas plaketten.
Till högt förtjänta personer som är medlemmar av Svenska kyrkan utdelar ärkebiskopen Stefansmedaljen.

## Medaljörer
- 1996 – Maximo Alberto B Ramento[1]
- 1996 – George L. Carey[1]
- 1996 – Conrad Bergendoff[1]
- 1996 – Hugh George Anderson[1]
- 1996 – Andreas Fortuin[1]
- 1996 – Mary Tanner[1]
- 1996 – David Tustin[1]
- 1997 – Hubertus Brandenburg[1]
- 1999 – John Vikström[1]
- 1999 – Desmond Tutu[1]
- 1999 – Tekla Famiglietti[1]
- 2000 – Jaan Kiivit junior[1]
- 2004 – Aram I[1]
- 2006 – Jukka Paarma[1]
- 2006 – Erik Norman Svendsen[1]
- 2006 – Karl Sigurbjörnsson[1]
- 2006 – Finn Wagle[1]
- 2006 – Rowan Williams[1]
- 2007 – Ishmael Noko[1]
- 2007 – Walter Kasper[1]
- 2010 – Colin Menzies[1]
- 2010 – Risto Cantell[1]
- 2018 – Ignatius Aphrem II[1]
- 2018 – Agnes Abuom[1]
- 2019 – Bartolomaios I[1]
- 2022 – Karin Wiborn[1]